# クセニヤ・コロブコワ
クセニヤ・イリイーニシュナ・コロブコワ（ロシア語: Ксения Ильинична Коробкова、1995年9月11日 - ）は、ロシア出身、カザフスタンの女性フィギュアスケート選手（アイスダンス）。パートナーはダリン・ズヌッソフなど。

## 主な戦績
- 2011-2012シーズンはダニイル・グレイケンガウスとのカップル(ロシア所属)
- 2013-2014シーズンはダリン・ズヌッソフとのカップル(カザフスタン所属)

| 大会/年            | 2011-12 | 2013-14 |
| ------------------ | ------- | ------- |
| 四大陸選手権       |         | 12      |
| カザフスタン選手権 |         | 2       |
| ババリアンオープン |         | 棄権    |
| ネスレ杯           |         | 4       |
| アイススター       |         | 6       |
| ネペラ杯           |         | 13      |
| ロシアJr.選手権    | 11 J    |         |
| NRW杯              | 1 J     |         |
| ロマン記念         | 1 J     |         |

- J - ジュニアクラス